# 顾俊杰 (足球运动员)
顾俊杰（1988年3月7日—），辽宁省大连市人，中国足球运动员，司职守门员。

## 俱乐部生涯
顾俊杰12岁时便跟随守门员教练郑跃斌，后来加入浙江绿城青年队，2008年进入一线队名单。2009年被中甲联赛新军沈阳东进引进。，第一次代表球队出战是在2009年6月20日中甲联赛第10轮比赛客场对阵南昌八一。在球队效力的第四个赛季，沈阳东进降入乙级，顾俊杰也在2013赛季转会中乙球队丽江嘉云昊。
2014年顾俊杰转会至中甲球队新疆天山雪豹征战中甲联赛。2014至2015赛季主要担任替补守门员。2016赛季开始担任新疆队主力守门员。
2017年1月新疆宣布续约顾俊杰3年。
2024年9月10日，中国足球协会在大连召开新闻发布会公告，顾俊杰被终身禁止参加中国境内有关的足球活动。

## 国家队生涯
2004年，顾俊杰作为替补参加了当年的亚少赛，并最终获得冠军。这是近20年中国队最后一次夺得亚少赛冠军。2005年顾俊杰逐渐成为国少队并主力门将，但在训练中手掌骨折无缘2005年世少赛最终名单。